# Nova 381
Nova 381 é a concessionária responsável pela administração de 303,4 quilômetros da rodovia federal BR-381/MG, no trecho entre Belo Horizonte e Governador Valadares. A empresa foi criada após a vitória da 4UM Investimentos no leilão realizado pela Agência Nacional de Transportes Terrestres (ANTT) em agosto de 2024, com um contrato de concessão de 30 anos e previsão de investimentos superiores a R$ 9 bilhões em obras e operações.

## Concessão
O contrato de concessão foi assinado em janeiro de 2025, com a assunção da rodovia prevista para 6 de fevereiro do mesmo ano. O início da operação completa está programado para agosto de 2025. Durante os primeiros 100 dias, a Nova 381 executou um plano emergencial de melhorias, incluindo recuperação de pavimento, sinalização e limpeza da via.

## Trecho sob concessão
O trecho concedido inicia-se no km 450+540, em Belo Horizonte, no entroncamento com a BR-262/MG, e segue até o km 150, em Governador Valadares, no entroncamento com a BR-116/MG. A rodovia atravessa 21 municípios mineiros, incluindo Santa Luzia, Ipatinga, João Monlevade e Coronel Fabriciano.

## Investimentos e melhorias
O contrato prevê investimentos de aproximadamente R$ 9,5 bilhões ao longo dos 30 anos de concessão. Entre as principais obras estão:
- Duplicação de 134,27 km (27,83 km de obras remanescentes e 106,44 km de novos trechos);
- Implantação de 83 km de faixas adicionais;
- Correção de 51 trechos de traçado;
- Construção de 20 passarelas para pedestres;
- Instalação de 166 pontos de ônibus;
- Implantação de um Ponto de Parada e Descanso (PPD) para caminhoneiros;
- Estabilização de 32 taludes.[4]

## Operação e serviços
A Nova 381 oferecerá serviços de atendimento ao usuário, incluindo:
- Atendimento pré-hospitalar;
- Guinchos;
- Bases de serviços operacionais;
- Inspeção de tráfego;
- Monitoramento em tempo real;
- Canal de atendimento via 0800.[3]

## Praças de pedágio
Estão previstas cinco praças de pedágio ao longo do trecho concedido, localizadas nos municípios de:
- Caeté;
- João Monlevade;
- Jaguaraçu;
- Belo Oriente;
- Governador Valadares.[4]